# Floridawaterrat
De floridawaterrat (Neofiber alleni)  is een zoogdier uit de familie van de Cricetidae. De wetenschappelijke naam van de soort en van het geslacht Neofiber werd voor het eerst geldig gepubliceerd door Frederick W. True in 1884.
Het exemplaar dat True beschreef was afkomstig uit de buurt van Georgiana in Brevard County (Florida). Het was ongeveer half zo groot als een muskusrat, met een lengte zonder staart van ongeveer 20 cm. De staart was 12,6 cm lang.
True noemde deze soort naar de Amerikaanse zoöloog Joel Asaph Allen.

## Voorkomen
De soort komt voor in de Verenigde Staten.